# Bainton, East Riding of Yorkshire
Bainton är en ort och civil parish i Storbritannien.   Den ligger i kommunen East Riding of Yorkshire och riksdelen England, i den sydöstra delen av landet, 270 km norr om huvudstaden London. Bainton ligger 45 meter över havet och antalet invånare är 282.
Terrängen runt Bainton är platt, och sluttar brant österut. Runt Bainton är det ganska tätbefolkat, med 139 invånare per kvadratkilometer. Närmaste större samhälle är Beverley, 13,6 km sydost om Bainton. Trakten runt Bainton består till största delen av jordbruksmark.